# Tot op het bot
Tot op het bot is het eerste boek van de Amerikaanse auteur Jeffery Deaver over forensisch criminalist Lincoln Rhyme, uitgebracht in 1997. De oorspronkelijke titel luidt The Bone Collector.

## Inhoud
De briljante Rhyme was hoofd van de forensische afdeling van NYPD, tot hij door een ongeluk vrijwel geheel verlamd raakte. Nu is hij aan zijn bed gekluisterd: een cynische mopperaar, die weinig zin meer heeft om verder te leven.
Maar dan wordt zijn hulp ingeroepen door zijn voormalige partner Lon Selitto. Die is op jacht naar een sardonische seriemoordenaar, die de Knekelman wordt genoemd. De Knekelman is een taxichauffeur, die passagiers vermoordt en bij elke moord aanwijzingen achterlaat waarmee de politie de volgende moord zou kunnen voorkomen. Rhyme lijkt de enige die in staat is om de aanwijzingen die de Knekelman achterlaat te ontcijferen en daarmee de moordenaar te pakken te krijgen. Samen met agente Amelia Sachs, die Rhymes ogen en oren wordt op de plaatsen delict, opent Rhyme de jacht op de moordenaar in een race tegen de klok…

## Trivia
Tot op het bot is onder de oorspronkelijke titel The Bone Collector verfilmd, met Denzel Washington en Angelina Jolie in de hoofdrollen.